# The Throes
The Throes è l'album in studio di debutto del duo californiano dei Two Gallants. Pubblicato il 18 maggio 2004 dalla casa discografica Alive Records, l'album è stato prodotto da Jeffrey Saltzman.

## Il disco
Il disco fu annunciato dai Two Gallants all'interno del proprio sito web attraverso una nota risalente al 26 gennaio 2004 dopo che, nel novembre dell'anno precedente, avevano ufficializzato la loro collaborazione con l'etichetta discografica Alive Records, confermando l'imminente inizio della registrazione dell'album.
Registrato nel tempo record di nove giorni, il disco venne accompagnato dalla registrazione di un 45 giri chiamato I'm Her Man e da un tour invernale.
Il 12 dicembre 2006 l'album fu remixato e pubblicato come The Throes Remix, in vinile. All'interno del disco si trova una traccia bonus chiamata Anna's Sweater. Si tratta di una cover di una band di San Francisco ormai sciolta chiamata Bluer. Nelle prime 500 stampe dell'album, a causa di un problema di produzione, la traccia bonus venne sostituita da un'altra traccia inedita chiamata Mother's Blues. Tale errore venne corretto nelle successive stampe.

### Critica
Il disco affronta tematiche molto mature e complesse tanto da suscitare reazioni estremamente positive da una critica stupita dalla giovane età del duo. Le tracce dell'album riassumono situazioni familiari fallimentari ed equilibri sociali precari attraverso un'importante operazione di introspezione da parte di Adam Stephens, l'autore dei testi. Tale lavoro non investe i grandi problemi della società moderna bensì, si occupa di studiare una moltitudine di caratteri danneggiati da una realtà distopica e immorale. I testi dell'album, infatti, sono molto forti e profondi: essi trattano di relazioni terminate e di rapporti tagliati, di suicidi e di morti, di problemi di alcool e di droga. Tali temi vengono impreziositi da un utilizzo costante di metafore e metonimie e da figure retoriche in grado di stimolare l'ascoltatore a prestare attenzione ad ogni singola canzone, costringendolo ad interrogandosi su di essa.

### Sonorità
Un importante motivo del loro apprezzamento da parte della critica è l'originale ed eterogeneo sound che permise alla band di diversificarsi da una moltitudine di duo band che, traendo ispirazione da gruppi storici quali Simon & Garfunkel e i White Stripes, stavano nascendo in quel periodo. Il duo, infatti, non esita ad accompagnare alle gighe tipiche del folk, il sound del blues, aggressive riprese caratteristiche del grunge o allegre ritmiche del country-rock.

## Tracce
Testi di Adam Stephens, musiche di Two Gallants.
1. You Losin' Out – 3:01
2. Two Days Short Tomorrow – 4:58
3. Nothing To You – 4:29
4. Crow Jane – 8:03
5. Fail Hard To Regain – 3:12
6. The Throes – 8:03
7. Drive My Car – 6:55
8. My Madonna – 7:23
9. The Train That Stole My Man – 7:49
10. Anna's Sweater (Presente solo in vinile) – 4:45 – Bonus Track

## Formazione
Gruppo
- Adam Stephens - voce, chitarra, armonica a bocca
- Tyson Vogel - batteria, cori

Produzione
- Jeffrey Saltzman - produzione
- Dave Schultz, Patrick Boissel - mastering